# Balg (Roman)
Balg ist der Debütroman der Schweizer Schriftstellerin Tabea Steiner. Er erschien 2019 im Luzerner Verlag edition bücherlese und befasst sich mit dem Thema des Aufwachsens; der Roman begleitet dabei den jungen Timon von der Geburt bis ins Jugendalter. Das Werk gibt durch Perspektivenwechsel Einblick in die Situation eines von seiner Mutter massiv vernachlässigten «Problemkindes». Steiners Debütroman wurde von der Literaturkritik positiv aufgenommen und war 2019 für den Schweizer Buchpreis nominiert.

## Inhalt

### Handlung
Chris und Antonia träumen vom Familienidyll auf dem Land. Jedoch zeigt sich das Ganze schwieriger als gedacht, da sich einerseits der Alltag mit Timon, ihrem Kind, anstrengender als erwartet erweist und andererseits hat Chris Mühe genügend Arbeit auf dem Land zu finden. Das junge Paar trennt sich kurz darauf und Antonia sorgt fortan allein für ihren Sohn. Es stellt sich schon früh heraus, dass der Bub ein problematisches Kind ist. Denn in der Spielgruppe kann er es nicht lassen, andere Kinder zu beißen oder zu plagen. Sein Verhalten bleibt weiterhin prekär. Zugleich droht Antonia im Alltag des Dorfes unterzugehen und sorgt sich nur halbherzig um ihren Sohn. Es scheint niemandem zu gelingen zu Timon durchzustossen, ausser Valentin, dem jetzigen Postboten und ehemaligen Lehrer, welcher auch einst Antonia unterrichtete. Antonia kann Valentin nicht leiden und versucht so wenig mit ihm zu tun zu haben, da es einmal einen Vorfall mit Tanja, Valentins Tochter und Antonias bester Freundin, gab. Der Bursche besucht Valentin oft, da er Hasen hat, um die Timon sich gern kümmert. Da die Situation mit dem schwierigen Knaben nicht besser wird und er jetzt auch noch angefangen hat zu rauchen, bespricht Lydia (Timons Grossmutter) mit Konrad (einem weiteren Dorfbewohner) eine eventuelle Auszeit für die Mutter und ihren Sohn. Er soll eine Weile auf einem Bauernhof verbringen. Dort gefällt es ihm sehr, jedoch ist Antonia nicht zufrieden und geht ihn gegen seinen Willen abholen. Die Beziehung zwischen den beiden wird immer schlechter. Kurz darauf stellt Antonia ihren neuen Freund (Markus) vor. Markus und der Junge können sich nicht leiden. Es geht so weit, dass der neue Liebhaber sagt, er komme nur, wenn der Bursche weg ist. Als die Zeit mit Timon nicht einfacher wird, beschliesst das Liebespaar in die Ferien zu fahren. Die Mutter verkauft Timons neues Fahrrad, welches er sich sehnlichst erwünscht hatte, für einen neuen Mantel. Ausserdem überredet Markus Antonia, dass er das Zimmer ihres Sohns haben kann und der Junge bei Lydia einzieht. Dieser Wohnortswechsel ist als Übergangslösung gedacht, bis der Knabe ins Heim gehen muss. Als der Junge von dieser Entscheidung erfährt, verschwindet er von zu Hause und übernachtet in der verlassenen Käserei. Valentin unterstützt ihn, indem er ihn mit Nahrung versorgt und seine Kleidung wäscht. Als der Bursche an einem Abend in die Wohnung zurückkehrt, trifft er zufälligerweise Markus. Die beiden prügeln sich. Schliesslich wird der Knabe an der Haustüre von Lydia halbnackt abgeladen. In Zukunft wird er die Woche im Heim verbringen und am Wochenende haust er bei seiner Grossmutter. Die Geschichte hört mit einem Dialog zwischen Lydia und Valentin auf. Sie unterhalten sich über Timon und Valentin bietet ihm Arbeit an.

### Personen
- Timon: Ein aufwachsender Knabe, Hauptfigur
- Antonia: Mutter von Timon
- Chris: Vater von Timon
- Lydia: Mutter von Antonia
- Valentin: Steht im Konflikt mit Antonia, Person des Vertrauens von Timon, Postbote
- Markus: Liebhaber von Antonia
- Tanja: Tochter von Valentin (verstritten), beste Freundin von Antonia
- Maria & Robert: Schwester / Schwager von Valentin
- Mona: Tochter von Maria & Robert: Leicht beschränkt
- Konrad: Lebt auf dem Hof von Maria & Robert hat »Botenfunktion« zwischen der »Dorfgemeinschaft« und Valentin, Grossvater der beiden Zwillinge, Teil der Glaubensgemeinschaft
- Bäuerin / Bauer: Beherbergen Timon für zwei Wochen in den Ferien, die einzigen, die Timon ohne Vorurteile entgegenkommen
- Kati: Bewohnerin Mühle / Leiterin der Glaubensgemeinschaft
- Frau Meierhofer: Demente Nachbarin

### Themen
- Überforderung in der Erziehung: Alleinerziehende Mutter, Problemkind, Armut
- Rauchen im frühen Alter
- Gesellschaftliches Ansehen
- Zwischenmenschliche Beziehungen
- Ausgrenzung

Nach Venetz und Roos werden in Tabea Steiners Roman Balg mit präzisem Sprachgebrauch gesellschaftskritische Themen angepreist, jedoch nicht mit Begleitung behandelt.
Hoffstätter schreibt, dass es in Steiners Roman nicht nur um die Probleme, welche Timon mit sich führt, geht, sondern vielmehr auch um die Probleme der Eltern.
Antonia, welche als alleinerziehende Mutter zu kämpfen hat, möchte sich in ihrem Dorf nicht minderwertig präsentieren und folgt daher, wenn immer möglich, gegen ihren eigentlichen Willen, den gesellschaftlichen Normen, wie zum Beispiel das Einkleben von Familienfotos.
Hofstätter weist auch darauf hin, dass es im Roman nicht nur traurig hin und her geht. Das Gespür der Autorin für Menschen, Gefühle und Situationen sorgt für einen hoffnungsvollen Roman mit Szenen, die nicht so schnell vergessen werden.
Valentin gelingt es mit Hilfe von seinen Hasen, die Timon sehr gerne besuchen kommt, zu ihm durchzustossen. Solche Ereignisse bringen Hoffnung und Ansporn in den Roman.
«Balg», was neben einem frechen Kind auch eine abgezogene Tierhaut beschreibt, bringt nach Meier eine tiefgreifende Metapher mit sich, welche das Verhalten von Timon gegenüber Tieren und anderen Kindern über den gesamten Roman hinweg beschreibt.
Diese Doppeldeutigkeit im Titel ist in Timons brutalem Umgang mit dem Igel, den er absichtlich mit seinem Trottinett überfährt, zu spüren.

## Form

### Aufbau
Chronologisch erzählt folgt die Geschichte Timon in 236 Seiten von seiner Geburt bis zum jungen Teenageralter. Rückblicke in das Leben der umstehenden Personen werden Stück für Stück in Form von Erinnerungen und Gedanken wiedergegeben, welche sich auch am Ende des Romans nie zu einem vollständigen Bild zusammenfügen. So kreiert das Rätsel um den Streit zwischen Antonia, respektive Tanja, und Valentin eine Spannung, welche sich durch das ganze Buch hindurch zieht.

### Erzählperspektive
Balg ist nicht in Kapitel gegliedert, sondern in Abschnitte. Mit ihnen wechselt nicht nur die personale Erzählperspektive einer Person zu derjenigen einer anderen, sondern auch die Gedankenwelt. So wird die Geschichte aus den Augen und dem Kopf von Timon, Antonia, Chris, Valentin und Lydia erzählt. Diese Figurenperspektiven sind sorgfältig ausgearbeitet. So taucht Timons Perspektive zum Beispiel erst auf, als dieser im Alter ist, in dem er selbst fähig ist zu realisieren und zu denken. Auch sein Name wird erst in diesem Zeitpunkt preisgegeben, vorher ist er ganz einfach der «Bub».
In ihrer Rezension über den Roman schrieb Xenia Bojarski: « Die Perspektiven sind genau herausgearbeitet und die Verhältnisse zwischen den Figuren werden dadurch detailliert spürbar. Im steten Wechsel von Beobachten und Beobachtetwerden erscheinen die Bewohner des Romans sympathisch und unsympathisch zugleich, verschwimmt die Dichotomie von Gut und Böse. Der Leser taumelt von einer Figurenperspektive in die nächste, immer auf der Suche nach Antworten, nach dem Warum und vielleicht auch nach Besserung.»

### Sprache / Stil
«Tabea Steiner schreibt gnadenlos, direkt und ohne Umschweife. Jeder Satz hallt nach, lässt innehalten und an der einen oder anderen Stelle sogar das Buch zur Seite legen, weil das, was dort steht, auf den ersten Blick unglaubhaft scheint», schreibt Xenia Bojarski.
Und doch erzähle Steiner mit überzeugendem Feingefühl, stülpe das Innere der Protagonisten nicht nach Aussen, wie Gallus Frei-Tomic in seiner Rezension zum Roman schreibt. «Eine andere Qualität dieses Romans sind all die Halbschatten, die nicht ausgeleuchtet sind, das bloss Angedeutete, das dem Leser überlassen ist, das aber gleichsam mitschwingt und dem Buch, dem Erzählten Raum gibt. Und nicht zuletzt ist es die unaufgeregte, sorgfältige Art des Erzählens, einer Sprache, die sich nicht nur inhaltlich behutsam nähert, sondern in ihrem Ausdruck.»
Auch Monika Steiner schreibt in ihrer Laudatio zu Tabea Steiners Schreibweise in Balg: «Sie schreibt in kurzen knappen Sätzen in einer einfachen klaren Sprache.»

## Rezeption
Balg wurde im Literaturjahr 2019 breit rezipiert. In der Schweizer Presse wurde der Roman in zahlreichen Rezensionen in wichtigen Zeitung und Medien besprochen, darunter die NZZ am Sonntag, der Tages-Anzeiger und die Berner Zeitung. Das Schweizer Radio und Fernsehen berichtete landesweit im Radio. Der Tenor der Besprechungen war durchwegs sehr positiv.
Balg wurde in seinem Erscheinungsjahr (2019) für den Schweizer Buchpreis nominiert. In der offiziellen Laudatio lobt die Schriftstellerin Monika Steiner: «Tabea Steiner gelingt es, die Spannung durch die Dramaturgie zu steuern, die Leserin, der Leser spürt das sich zuspitzende Drama, ohne dass sie mit Katastrophen und heftigen Ereignissen aufwartet. Sie behält als Erzählerin Distanz, beschreibt nüchtern den Alltag der alleinerziehenden Mutter, dokumentiert Ausschnitte des Dorflebens und der Personen in Timons Leben. Schon vom ersten Satz an, ‹Die Fruchtblase platzt, Chris fährt Antonia ins Krankenhaus in der nahen Kleinstadt, vierundzwanzig Stunden später wird die Geburt eingeleitet›, wird man durch den Sog, welcher durch die wechselnde Perspektive der Hauptpersonen und stellenweise auch die nicht konforme Wahrnehmung von Timon erzeugt wird, mitgenommen.»
«Die Autorin erzählt auf eindrückliche Weise, wie ein Kind allen entgleitet.» Sie schreibt weiter, dass von Anfang bis Ende der Erzählfluss durch keine Kapitel unterbrochen oder gestoppt wird. «Jedes Wort sitzt, jede ausgewählte Episode dieser traurigen Kindheit zeigt in messerscharfen Bildern die Spuren auf der Kinderseele und die Folgen davon. Und niemandem, weder den Eltern, der Grossmutter mit ihrer Tochter, der Lehrerin, gelingt ein wirkliches Gespräch. Darin liegt das eigentliche Kunststück dieser so erschütternden Geschichte. Der Roman ist ein verzweifelt zärtliches Buch über Liebe und Sprachlosigkeit. Es wird durch den Reichtum seiner Bilder und der souveränen Intensität der Sprachbehandlung zu einem literarischen Ereignis.»
Balg ist auch ein kommerzieller Erfolg und ein Bestseller des Verlags. Das Buch befindet sich in der 3. Druckauflage. Insgesamt wurden annähernd 6000 Exemplare verkauft.

### Textausgaben
- Balg. Edition Bücherlese, Luzern 2019 (Originalausgabe), ISBN 978-3-906907-19-2.
- Balg. Edition Bücherlese, Luzern 2019 (E-Book), ISBN 978-3-906907-22-2.

### Rezensionen und sonstige Artikel
- Katharina Knorr: Detailgenau und mit empathischem Blick auf ihre Figuren schreibt Tabea Steiner. In: Literarischer Monat. Zürich, Juni 2019
- Gallus Frei: Tabea Steiner «Balg», Edition Bücherlese. In: Literaturblatt. Amriswil, 7. März 2019
- Mirjam Comtesse: Einmal Problemkind, immer Problemkind. In: Tages-Anzeiger. Zürich, 2. April 2019
- Monika Steiner: Laudatio zu Tabea Steiner «Balg»(Edition Bücherlese). In: Schweizer Buchpreis. Basel, 2019
- Salomé Meier: Wo sich Fuchs und Hase einmischen. In: srf.ch. Zürich, 19. Juni 2019
- Konrad Venetz, Fabienne Roos: Kräftemessen im Schweigen.Tabea Steiner: Balg. In: Deutsche Sprach- und Literaturwissenschaft, Universität Basel. Basel 2019.